# Клиффорд, Александр
Александр Клиффорд (англ. Alexander G. Clifford; 1909—1952) — британский военный корреспондент и писатель времён Второй мировой войны. Друг и коллега Алана Мурхеда.

## Биография

### Личная жизнь
22 февраля 1945 года Клиффорд женился на Дженни Прайди Николсон (1919—1964) — старшей дочери поэта и писателя Роберта Грейвса.
Александр Клиффорд умер в 1952 году. Похоронен в Портофино, Италия.

### Вторая мировая война

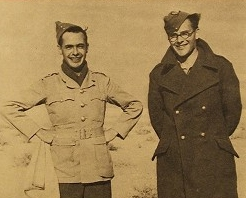
Алан Мурхед (слева) и Александр Клиффорд (справа) во время Североафриканской кампании

Во годы Второй мировой войны Александр Клиффорд работал военным корреспондентом английской газеты Daily Mail. В июне 1940 года летающая лодка «Сандерленд», на которой летел Клиффорд, выбросилась на берег Мальты.
Александр Клиффорд был другом и коллегой корреспондента Daily Express Алана Мурхеда. Они познакомились в 1938 году в баре французского городка Сен-Жан-де-Люз — оба журналиста в то время освещали события Гражданской войны в Испании. Мурхед много раз упоминал Клиффорда в своих книгах. Вместе они прошли через бои в Северной Африке, высадки в Италии и Нормандии. Мемуары Мурхеда — «A Late Education: Episodes in a Life» — среди прочего живописуют историю дружбы двух мужчин.

## Книги Клиффорда
- Crusader, G. G. Harrap, London, 1942
- Three against Rommel. The Campaigns of Wavell, Auchinleck and Alexander, G. G. Harrap, London, 1943
- The Sickle and the Stars (with Jennie Nicholson), P. Davies, London, 1948
- Enter Citizens, Evans Bros, London, 1950
- The Conquest of North Africa 1940 to 1943, Kessinger, 2007